# Keyvan Andres
Keyvan Andres (Colônia, 8 de março de 2000) é um automobilista germano-iraniano,

## Carreira

### Campeonato Europeu de Fórmula 3 da FIA
Em 2017, ele assinou um contrato com a equipe Motopark para a disputa do Campeonato Europeu de Fórmula 3 da FIA de 2017, onde passou a competir sob uma licença iraniana.

### Campeonato de Fórmula 3 da FIA
Em 2019, Andres foi contratado pela equipe HWA Racelab para a disputa da temporada inaugural do Campeonato de Fórmula 3 da FIA. Ele disputou o campeonato sob uma licença iraniana.